# Літаючий будинок
Літаючий будинок (яп. -トンデラハウスの大冒険, Tondera Hausu no Daibōken) — християнський аніме-серіал виробництва Tatsunoko Productions та Christian Broadcasting Network (США), який транслювався з квітня 1982 року по березень 1983 року на TV Tokyo в Японії, а пізніше — на CBS в Америці.
У 2010 році Christian Broadcasting Network зробила 52 епізоди доступними для перегляду онлайн.

## Сюжет
Троє дітей (Джастін Кейсі, Енджі Робертс та її молодший брат Коркі Робертс) граються в хованки. Під час гри в лісистій місцевості раптом почався дощ та гроза й вони тікають, щоб заховатися та знаходять будинок у вигляді космічного корабля.
У ньому вони зустрічають робота у вигляді клоуна, на ім'я С.І.Р (Сонячний Іонний Робот), а пізніше — господаря, професора Гамфрі Бамбла.
Опісля професор знайомить дітей із домом і наважується відтворити експеримент Франкліна з блискавкою за допомогою повітряного змія, але під час нього стається помилка, яка призводить до виведення з ладу С.І.Ра, який оскаженівши, переносить будинок (який також є літаючим та машиною часу) та героїв серіалу на початок I ст. у Стародавній Ізраїль, які стають вживу свідками історичних подій, описаних в Новому Завіті.

## Трансляція в Україні
Прем'єра аніме-серіалу в Україні відбулася у 1992 році в ефірі Першого каналу Українського телебачення. У 2007—2008 роках транслювався в ефірі телеканалу 1+1. Також серіал неодноразово транслювався в ефірі місцевих, обласних та регіональних телерадіокомпаній України.

## Український дубляж
Українською мовою серіал дубльовано Головною редакцією програм для дітей та юнацтва Українського телебачення у 1992 році.
- Переклад: Геннадія Бородянського та Павла Кірпенка.
- Редактор: Людмила Касаткіна.
- Звукорежисери: Віктор Козиратін, Сергій Афанасенко, Валентина Терещенко.
- Режисер: Ігор Іллєнко.
  - Ролі дублювали: Людмила Козуб, Ніна Трофимова, Олена Юхименко, Анатолій Васянович, Максим Кондратюк, Микола Луценко, Сергій Чуркін, Валентин Шестопалов.